# Campionato europeo maschile under 21 di calcio 1986
Il Campionato di calcio europeo Under-21 1986, 5ª edizione del Campionato europeo di calcio Under-21 organizzato dalla UEFA, si è svolto dal 12 marzo al 29 ottobre 1986. Il torneo è stato vinto dalla Spagna.
Le fasi di qualificazione hanno avuto luogo tra il 1º maggio 1984 e il 18 dicembre 1985 e hanno designato le otto nazionali finaliste che si sono affrontate in gare a eliminazione diretta con andata e ritorno.
La doppia finale si è disputata il 15 e il 29 ottobre 1986 tra le formazioni dell'Italia e della Spagna.

## Qualificazioni

### Squadre qualificate
| Squadra     |
| ----------- |
| Danimarca   |
| Francia     |
| Inghilterra |
| Italia      |
| Polonia     |
| Spagna      |
| Svezia      |
| Ungheria    |

## Fase finale
|  | Quarti di finale | Quarti di finale | Quarti di finale |        |          | Semifinali | Semifinali | Semifinali |  |  | Finale | Finale | Finale |
|  |                  |                  |                  |        |          |            |            |            |  |  |        |        |        |
|  |                  | Svezia           | 2                |        |          |            |            |            |  |  |        |        |        |
|  |                  | Italia           | 3                |        |          |            |            |            |  |  |        |        |        |
|  |                  | Italia           | 3                |        | Italia   | 3          |            |            |  |  |        |        |        |
|  |                  |                  |                  |        | Italia   | 3          |            |            |  |  |        |        |        |
|  |                  |                  | Inghilterra      | 1      |          |            |            |            |  |  |        |        |        |
|  |                  | Danimarca        | Inghilterra      | 1      | 1        |            |            |            |  |  |        |        |        |
|  |                  | Danimarca        |                  |        | 1        |            |            |            |  |  |        |        |        |
|  |                  | Inghilterra      | 2                |        |          |            |            |            |  |  |        |        |        |
|  |                  |                  |                  |        |          |            |            |            |  |  |        | Italia | 3 (0)  |
|  |                  |                  |                  | Spagna | 3 (3)    |            |            |            |  |  |        |        |        |
|  |                  | Polonia          | 1                |        |          |            |            |            |  |  |        |        |        |
|  |                  | Ungheria         | 5                |        |          |            |            |            |  |  |        |        |        |
|  |                  | Ungheria         | 5                |        | Ungheria | 4          |            |            |  |  |        |        |        |
|  |                  |                  |                  |        | Ungheria | 4          |            |            |  |  |        |        |        |
|  |                  |                  | Spagna           | 5      |          |            |            |            |  |  |        |        |        |
|  |                  | Francia          | Spagna           | 5      | 2        |            |            |            |  |  |        |        |        |
|  |                  | Francia          |                  |        | 2        |            |            |            |  |  |        |        |        |
|  |                  | Spagna           | 6                |        |          |            |            |            |  |  |        |        |        |

### Quarti di finale
Andata 12 marzo, ritorno 26 e 29 marzo 1986.
| Squadra 1 | Totale | Squadra 2   | Andata | Ritorno |
| --------- | ------ | ----------- | ------ | ------- |
| Svezia    | 2 - 3  | Italia      | 1 - 1  | 1 - 2   |
| Danimarca | 1 - 2  | Inghilterra | 0 - 1  | 1 - 1   |
| Polonia   | 1 - 5  | Ungheria    | 1 - 0  | 0 - 5   |
| Francia   | 2 - 6  | Spagna      | 1 - 3  | 1 - 3   |

### Semifinali
Andata 9 aprile, ritorno 23 aprile 1986.
| Squadra 1 | Totale | Squadra 2   | Andata | Ritorno |
| --------- | ------ | ----------- | ------ | ------- |
| Italia    | 3 - 1  | Inghilterra | 2 - 0  | 1 - 1   |
| Ungheria  | 4 - 5  | Spagna      | 3 - 1  | 1 - 4   |

### Finale
| Squadra 1 | Totale          | Squadra 2 | Andata | Ritorno |
| --------- | --------------- | --------- | ------ | ------- |
| Italia    | 3 - 3 (0-3 dtr) | Spagna    | 2 - 1  | 1 - 2   |

#### Gara di andata
| Roma 15 ottobre 1986                                                  | Italia    | 2 – 1       | Spagna |  |
| \| \| \| \| \| Vialli 49’ Giannini 77’ \| Marcatori \| 36’ Calderé \| |           |             |        |  |
|                                                                       |           |             |        |  |
| Vialli 49’ Giannini 77’                                               | Marcatori | 36’ Calderé |        |  |

#### Gara di ritorno
| Valladolid 29 ottobre 1986 | Spagna               | 2 – 1 (d.t.s.)           | Italia |  |
| \| \| \| \| \| Cravero 37’ (aut.) Roberto 76’ \| Marcatori \| 38’ Francini \| \| Roberto Sacristán Vázquez \| Tiri di rigore 3 – 0 \| Giannini Desideri Baroni \| |                      |                          |        |  |
| |                      |                          |        |  |
| Cravero 37’ (aut.) Roberto 76’ | Marcatori            | 38’ Francini             |        |  |
| Roberto Sacristán Vázquez | Tiri di rigore 3 – 0 | Giannini Desideri Baroni |        |  |